# Powerman Zofingen

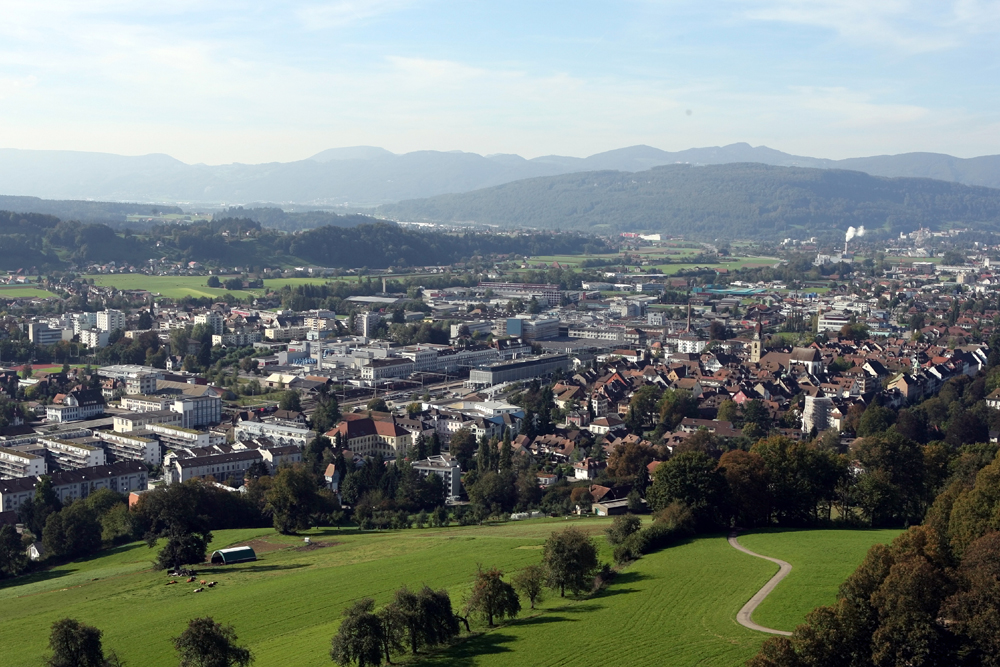
Zofingen – Austragungsort der Duathlon-Weltmeisterschaft über die Langdistanz

Der Powerman Zofingen ist eine Duathlon-Veranstaltung in Zofingen im Kanton Aargau in der Schweiz, welche im Rahmen der Powerman-Rennserie seit 1989 ausgetragen wird.

## Organisation
Duathlon ist eine Ausdauersportart, bestehend aus einem Mehrkampf zweier Disziplinen: Er besteht aus einer Laufdistanz, einer Radfahretappe und dann erneut einer Laufdistanz, die direkt hintereinander ausgetragen werden.

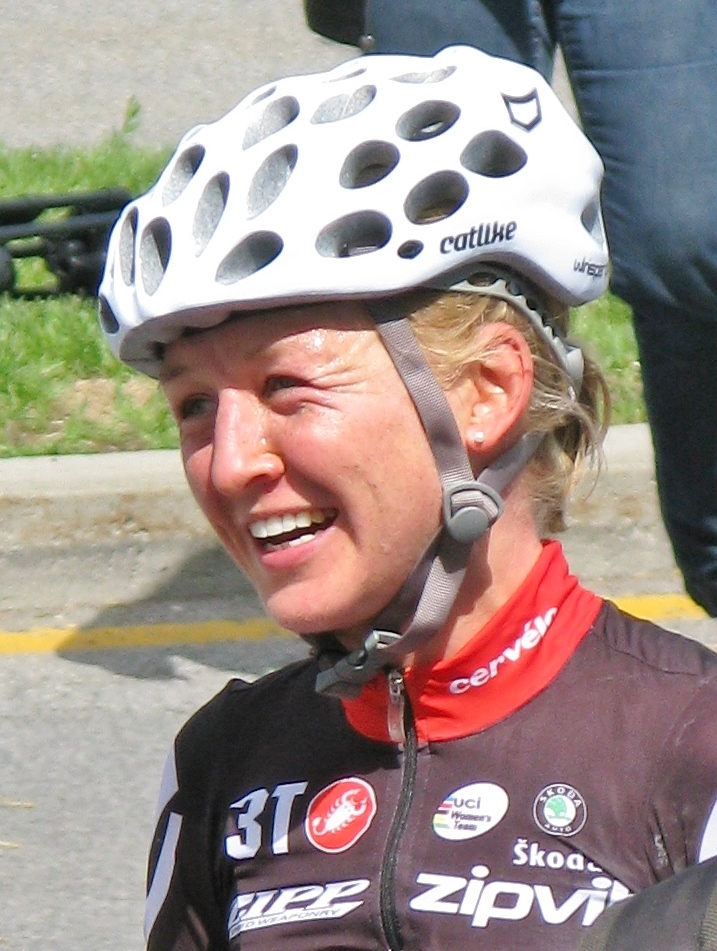
Die Britin Emma Pooley – vierfache Siegerin und Weltmeisterin auf der Duathlon-Langdistanz (2014–2017)

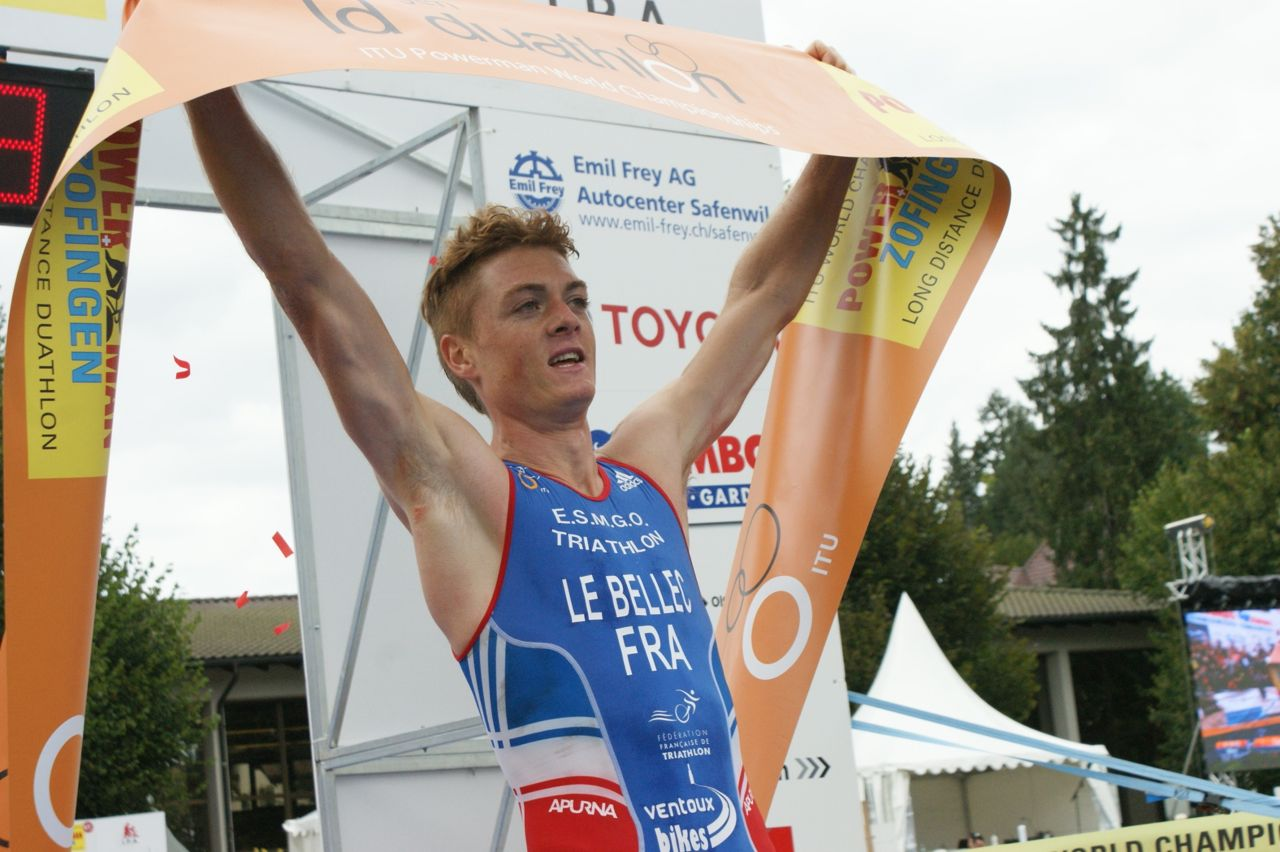
Der Franzose Gaël Le Bellec – dreifacher Sieger und Weltmeister auf der Duathlon-Langdistanz (2014, 2015, 2018)

Diese Duathlon-Wettkampfveranstaltung wurde 1989 vom Schweizer Finanzmanager und Sportfunktionär Urs Linsi zusammen mit Bruno Imfeld ins Leben gerufen: Zofingen war damals Etappenort für die Tour de Suisse. Beide waren sich einig, hier einen internationalen Sportwettkampf zu etablieren.
Der Deutsche Andreas Rudolph war 1989 der erste Sieger über die damaligen Distanzen von 2,5 km Laufen, 120 km Radfahren und 30,5 km Laufen. Im Jahre 1991 führte die Radstrecke erstmals über den Bodenberg.
1992 gab es eine Namensänderung vom bisherigen Namen «Zofinger Run&Bike» – bei den Frauen hiess der Event nun «PowerWoman» und bei den Männern «PowerMan».
Die international erfolgreichen und bekannten Sieger der folgenden Jahre, wie Kenny Souza, Scott Molina, Jürgen Zäck, Olaf Sabatschus, Mark Allen, Olivier Bernhard, Paula Newby-Fraser, Erin Baker und Lori Bowden, machten das Rennen sehr populär.

1993 übertraf das Preisgeld in Zofingen mit 200.000 US-Dollar sogar jenes des Ironman Hawaii.
Im Jahr 2000 wurde Triathlon ins Programm der Olympischen Sommerspiele aufgenommen, viele Athleten setzen eher auf den Triathlon und der Duathlon verlor etwas an Bedeutung. 2002 wurde der Powerman Zofingen vom Mai in den September verlegt.
2009 wurde die Duathlon-Weltmeisterschaft auf der Langdistanz nach neun Jahren Pause von der ITU (International Triathlon Union) wieder gemeinsam mit der IPA (International Powerman Association) im Rahmen des Powerman Zofingen ausgetragen.
Am 2. September 2018 wurde das Rennen in Zofingen zum 30. Mal ausgetragen. Mit Petra Eggenschwiler konnte 2018 nach 16 Jahren wieder eine Schweizerin das Rennen für sich entscheiden (Karin Thürig, Siegerin 2001 und 2002). Bei den Männern konnte sich der Franzose Gaël Le Bellec zum dritten Mal den Titel des Weltmeisters auf der Duathlon-Langdistanz sichern.
Am 3. September 2023 fand die 34. Auflage des Powerman in Zofingen statt. Unter besten Wetterbedingungen und erstmals auf dem neuen Gelände (Schützenwiese) sicherte sich der Däne Simon Jörn Hansen und die Deutsche Merle Brunnée bei den Frauen den Titel der Duathlon-Weltmeister auf der Langdistanz.

## Wettkampfdistanzen

### Duathlon-Langdistanz
Zofingen ist seit 1989 Austragungsort des Powerman Zofingen, bei dem jährlich im September die Duathlon-Weltmeisterschaft über die Langdistanz der International Powerman Association (IPA) ausgetragen wird. Die Strecke führt durch 17 Gemeinden und drei Kantone:
- Erster Lauf, 10 km
- Radstrecke, 150 km
- Zweiter Lauf, 30 km

Neben der Powerman-Rennserie gibt es noch die Duathlon-Weltmeisterschaft der International Triathlon Union (ITU). Über 400 Athleten nahmen an den offiziellen Duathlon-Weltmeisterschaften der ITU im September 2011 in Zofingen teil.
Seit elf Jahren ist dies die erste gemeinsame Titelvergabe der beiden Weltverbände IPA und ITU.
Den Streckenrekord in Zofingen hält der Belgier Joerie Vansteelant mit seiner Siegerzeit aus 2011 mit 6:07:15 h. Bei den Frauen erzielte die Britin Emma Pooley 2014 mit 6:47:27 h einen neuen Streckenrekord.
Die Ungarin Erika Csomor konnte den Powerman 2010 bereits zum siebten Mal in Folge für sich entscheiden. Dabei wird sie nur vom Ostschweizer Olivier Bernhard übertroffen, der hier bereits acht Siege verbuchen kann.
| N° | Datum/Jahr                         | Weltmeister               | Zweiter Platz         | Dritter Platz         |
| -- | ---------------------------------- | ------------------------- | --------------------- | --------------------- |
| 35 | 8. Sep. 2024                       | Émile Blondel-Hermant     | Seppe Odeyn           | Jens-Michael Gossauer |
| 34 | 3. Sep. 2023                       | Simon Jörn Hansen         | Émile Blondel-Hermant | Fabian Holbach        |
| 33 | 3. Sep. 2022                       | Matthieu Bourgeois        | Fabian Holbach        | Michael Ott           |
| 32 | 19. Sep. 2021                      | Seppe Odeyn -2-           | Jens-Michael Gossauer | Matthieu Bourgeois    |
| 31 | 7. Sep. 2019                       | Diego Van Looy            | Jens-Michael Gossauer | Seppe Odeyn           |
| 30 | 2. Sep. 2018                       | Gaël Le Bellec -3-        | Yannick Cadalen       | Felix Köhler          |
| 29 | 3. Sep. 2017                       | Maxim Kuzmin              | Seppe Odeyn           | Søren Bystrup         |
| 28 | 4. Sep. 2016                       | Seppe Odeyn               | Felix Köhler          | Søren Bystrup         |
| 27 | 6. Sep. 2015                       | Gaël Le Bellec -2-        | Seppe Odeyn           | Søren Bystrup         |
| 26 | 7. Sep. 2014                       | Gaël Le Bellec            | Yannick Cadalen       | Søren Bystrup         |
| 25 | 8. Sep. 2013                       | Rob Woestenborghs         | André Moser           | Michael Wetzel        |
| 24 | 2. Sep. 2012                       | Joerie Vansteelant -3-    | Rob Woestenborghs     | Sören Bystrup         |
| 23 | 4. Sep. 2011                       | Joerie Vansteelant -2- SR | Thibaut Humbert       | Andy Sutz             |
| 22 | 5. Sep. 2010                       | Andy Sutz -2-             | Thibaut Humbert       | Anthony Le Duey       |
| 21 | 2009                               | Joerie Vansteelant        | Andy Sutz             | Anthony Le Duey       |
| 20 | 2008                               | Andy Sutz                 | Pascal Schuler        | Dominique Duchène     |
| 19 | 2007                               | Koen Maris                | Aksel Nielsen         | Loic Helin            |
| 18 | 2006                               | Benny Vansteelant -2-     | Dominique Duchène     | Koen Maris            |
| 17 | 2005                               | Benny Vansteelant         | Koen Maris            | Josh Beck             |
| 16 | 2004                               | Olivier Bernhard -8-      | Felix Martinez        | Nico Huyberechts      |
| 15 | 13. Sep. 2003                      | Stefan Riesen             | Benny Vansteelant     | Huub Maas             |
| 14 | Sep. 2002                          | Olivier Bernhard -7-      | Stefan Riesen         | Huub Maas             |
| 13 | Mai 2001                           | Olivier Bernhard -6-      | Felix Martinez        | Olaf Sabatschus       |
| 12 | 2000                               | Olivier Bernhard -5-      | Daniel Keller         | Olaf Sabatschus       |
| 11 | 1999                               | Olivier Bernhard -4-      | Daniel Keller         | Felix Martinez        |
| 10 | 1998                               | Olivier Bernhard -3-      | René Rovera           | Pierre-Alain Frossard |
| 9  | 1997                               | Urs Dellsperger -2-       | Daniel Keller         | Olivier Bernhard      |
| 8  | 1996                               | Olivier Bernhard -2-      | Urs Dellsperger       | Daniel Keller         |
| 7  | 1995                               | Urs Dellsperger           | Olaf Sabatschus       | Rainer Müller         |
| 6  | 1994                               | Olivier Bernhard          | Jeff Devlin           | Jürgen Zäck           |
| 5  | 1993                               | Mark Allen                | Jos Everts            | Joel Claisse          |
| 4  | 1992                               | Jürgen Zäck               | Kenny Souza           | Albert Zweifel        |
| 3  | 1991                               | Scott Molina              | Mike Pigg             | Jeff Devlin           |
| 2  | 1990 (Frühjahr: Zofinger Run&Bike) | Kenny Souza               | Andreas Rudolph       | Charly Schmid         |
| 1  | 4. Juni 1989                       | Andreas Rudolph           | Peter Hunziker        | Bruno Wüthrich        |

| ITU Weltmeisterschaft auf der Duathlon-Langdistanz |

| Jahr | Erster Platz         | Zweiter Platz             | Dritter Platz       |
| ---- | -------------------- | ------------------------- | ------------------- |
| 2024 | Merle Brunnée -3-    | Maja Betz                 | Nelly Rassmann      |
| 2023 | Merle Brunnée -2-    | Melanie Maurer            | Lotte Claes         |
| 2022 | Melanie Maurer       | Lotte Claes               | Merle Brunnée       |
| 2021 | Merle Brunnée        | Nikola Čorbová            | Sarah-Noemi Frieden |
| 2019 | Nina Zoller          | Melanie Maurer            | Corina Hengartner   |
| 2018 | Petra Eggenschwiler  | Melanie Maurer            | Antonina Řeznikova  |
| 2017 | Emma Pooley -4-      | Miriam Van Reijen         | Katrin Esefeld      |
| 2016 | Emma Pooley -3-      | Nina Brenn                | Susanne Svendsen    |
| 2015 | Emma Pooley -2-      | Julia Viellehner          | Susanne Svendsen    |
| 2014 | Emma Pooley SR       | Eva Nyström               | Laura Hrebec        |
| 2013 | Eva Nyström -2-      | Julia Viellehner          | Ruth Brennan Morrey |
| 2012 | Eva Nyström          | Lucy Gossage              | May Kerstens        |
| 2011 | Melanie Burke        | Eva Nyström               | Erika Csomor        |
| 2010 | Erika Csomor -7-     | Jacqueline Uebelhart      | Camilla Lindholm    |
| 2009 | Erika Csomor -6-     | Jessica Draskau-Petersson | Camilla Lindholm    |
| 2008 | Erika Csomor -5-     | Eva Nyström               | Maja Jacober        |
| 2007 | Erika Csomor -4-     | Eva Nyström               | Maja Jacober        |
| 2006 | Erika Csomor -3-     | Jessica Draskau-Petersson | Maja Jacober        |
| 2005 | Erika Csomor -2-     | Jessica Draskau-Petersson | Tamara Kozulina     |
| 2004 | Erika Csomor         | Jessica Draskau-Petersson | Nicole Klingler     |
| 2003 | Fiona Docherty       | Erika Csomor              | Bella Comerford     |
| 2002 | Karin Thürig -2-     | Ariane Schumacher         | Bella Comerford     |
| 2001 | Karin Thürig         | Erika Csomor              | Ariane Schumacher   |
| 2000 | Natascha Badmann -3- | Susanne Rufer             | Karin Thürig        |
| 1999 | Debbie Nelson        | Alena Peterková           | Ariane Gutknecht    |
| 1998 | Lori Bowden          | Susanne Rufer             | Debbie Nelson       |
| 1997 | Natascha Badmann -2- | Susanne Nedergaard        | Debbie Nelson       |
| 1996 | Natascha Badmann     | Irma Heeren               | Debbie Nelson       |
| 1995 | Maddy Tormoen -2-    | Isabelle Mouton           | Martina Weise       |
| 1994 | Erin Baker -2-       | Maddy Tormoen             | Monika Feuersinger  |
| 1993 | Maddy Tormoen        | Donna Peters              | Julianne White      |
| 1992 | Erin Baker           | Liz Downing               | Thea Sybesma        |
| 1991 | Paula Newby-Fraser   | Thea Sybesma              | Sarah Coope         |
| 1990 | Silvia Nußbaumer     | Henny Verdonk             | Brigitte Röllin     |
| 1989 | Hermine Haas         | Ursula Meyer              | Christine Günthardt |

Über die Langdistanz wird in Zofingen auch ein Staffelrennen mit drei wechselnden Teilnehmern veranstaltet.

### Duathlon-Kurzdistanz
Dieser Wettkampf über die Kurzdistanz beinhaltet die folgenden Distanzen:
- Erster Lauf, 10 km,
- Radstrecke, 50 km und
- Zweiter Lauf, 5 km

| Datum/Jahr        | Erster Platz                | Zweiter Platz           | Dritter Platz           |
| ----------------- | --------------------------- | ----------------------- | ----------------------- |
| 2023              | Zenke Julian                | Gutknecht Valentin      | Widmer Marc             |
| 2022              | Koller Léon                 | Gutknecht Valentin      | Valente Stefano         |
| 2021              | Gutknecht Valentin          | Lecomte Thomas          | Joller Jost             |
| 2020              | Kein Rennen                 |                         |                         |
| 2019              | Michael Pfanner             | Tobias Baggenstos       | Luca Vogelsang          |
| 2018              | Daan De Groot               | Daan Schouten           | Luuk Vermunt            |
| 2017              | Valentin Fridelance         | Denis Vanderperre       | Tobias Baggenstos       |
| 2013              | Christian Wittensöldner -2- | Nicolas Iten            | Norbert Dürauer         |
| 2012              | Kamil Van Beijnum           | Gabriele Rolla          | Christian Wittensöldner |
| 2011              | Lukas Gehring -2-           | Christian Wittensöldner | Kamil Van Beijnum       |
| 2010              | Lukas Gehring               | Daniel Wiesner          | Christof Geiser         |
| 2009              | Christian Wittensöldner     | Clemens Oberholzer      | Jochen Neyrinck         |
| 2008              | David Senn                  | Christoph Mauch         | Christian Wittensöldner |
| 2007              | Stephan Wenk -3-            | Florian T. Wagner       | Reto Baumgartner        |
| 2006              | Stephan Wenk -2-            | Loic Hélin              | Florian T. Wagner       |
| 2005              | Stephan Wenk                | Florian T. Wagner       | Sebastien Cornette      |
| 1990 (Herbst, EM) | Olivier Bernhard            |                         |                         |

| Jahr | Erster Platz          | Zweiter Platz         | Dritter Platz          |
| ---- | --------------------- | --------------------- | ---------------------- |
| 2023 | Keiser Olivia         | Bazan Kinga           | Pennaforte Cindy       |
| 2022 | Knecht Desirée        | Zehnder Anna          | Raschle Irina          |
| 2021 | Umbricht Joana        | Thirifays Delphine    | Rassmann Nelly         |
| 2020 | Kein Rennen           |                       |                        |
| 2019 | Tiziana Ringgenberg   | Natascha Badmann      | Daniela Koller         |
| 2018 | Irina Raschle         | Jacqueline Uebelhart  | Giovanna Costa Martins |
| 2017 | Sabine Hauswirth      | Daniela Schwarz       | Linda Achtel           |
| 2013 | Jasmin Läderach -2-   | Siobhan Horgan        | Anna Halasz            |
| 2012 | Petra Eggenschwiler   | Alexandra Schaller    | Claudine Hotz          |
| 2011 | Alexandra Schaller    | Nicole Klingler       | Stefanie Rogger        |
| 2010 | Sandra Tschumi        | Claudine Hotz         | Gabi Wickihalter       |
| 2009 | Jasmin Läderach       | Lena Kopp             | Alexandra Schaller     |
| 2008 | Natascha Badmann -2-  | Andrea Rudin          | Sandra Patt            |
| 2007 | Jannie Schmidt Schöne | Vera Wehrle           | Claudia Jaus           |
| 2006 | Kristin Villopoto     | Brigitte Niederberger | Gertrud Ammann         |
| 2005 | Ilona Riedo           | Claudia Erne          | Gitta Arany            |
| 1990 | Natascha Badmann      |                       |                        |

### X-Trail (bis 2008)
Das Trail-Rennen wurde von 2004 bis 2008 ausgeführt, dann aber wegen niedriger Teilnehmerzahlen gestrichen.
- Geländelauf, 5 km
- Mountainbike, 30 km
- Geländelauf, 5 km

| Jahr | Erster Platz  | Zweiter Platz | Dritter Platz        |
| ---- | ------------- | ------------- | -------------------- |
| 2008 | Lukas Gehring | Simon Zahnd   | Beat Vosseler        |
| 2007 | Simeon Senn   | René Wüthrich | Michel Aguinaga Igoa |

| Jahr | Erster Platz     | Zweiter Platz     | Dritter Platz    |
| ---- | ---------------- | ----------------- | ---------------- |
| 2008 | Susanne Wyss -2- | Sibylle Birnstiel | Nicole Gränicher |
| 2007 | Susanne Wyss -1- | Manuela Imboden   | Vreni Übelhart   |